# Sheikh Jackson
Sheikh Jackson é um filme de drama egípcio de 2017 dirigido e escrito por Amr Salama. Foi selecionado como representante de seu país ao Oscar de melhor filme estrangeiro em 2018.

## Elenco
- Basma
- Maged El Kedwany
- Mahmoud El-Bezzawy
- Ahmad El-Fishawi
- Shahira Fahmy
- Dorra